# کنث وی. جونز
کنث وی. جونز (انگلیسی: Kenneth V. Jones؛ ‏ ۱۴ مهٔ ۱۹۲۴ – ۲ دسامبر ۲۰۲۰) آهنگساز اهل بریتانیا بود. وی دانش آموختهٔ کالج سلطنتی موسیقی لندن است.
از فیلم‌هایی که وی در آن‌ها نقش داشته‌است، می‌توان به گور لیژیا، مغز، دختری در قایق، اسکار وایلد، محاصره پینچگات، کشتی مسافربری به مقصد هنگ کنگ، زمانی برای مردن نیست و همسر دریایی اشاره نمود.